# Marcos Antônio (football, 1983)
Pour le footballeur né en 2000, voir Marcos Antônio.
Marcos Antônio Elias Santos, dit M. Antônio ou Marcos est un footballeur brésilien né le 25 mai 1983 à Alagoinhas.

## Biographie
En juin 2007, il a rejoint pour quatre ans le club français de l'AJ Auxerre. Il est la première recrue du mercato auxerrois. Son transfert est estimé à 2,2 millions d'euros. Santos était également convoité par le SM Caen,.
Marcos Antonio est le premier, et pour l'instant le seul Brésilien à evoluer sous les couleurs auxerroise. Il joue peu et n'est pas convaincant ; il est donc prêté la saison suivante en Grèce, au PAOK Salonique, où il jouera 12 matches et inscrira 1 but.
Il est touché en milieu de saison par un cancer de la gorge décelé quelques mois plus tard.
En janvier 2010, il retourne au Portugal en signant à Belenenses. A l'été 2010, il rejoint le Rapid Bucarest.
En juin 2012, arrivé en fin de contrat au Rapid Bucarest, il signe un contrat de deux ans avec Nuremberg. Pour son premier match en Bundesliga, il est remplacé après seulement seize minutes de jeu, s'étant rendu coupable de deux erreurs dont une entraînant un but contre son équipe.

## Palmarès
- Rapid Bucarest 
  - Finaliste de la Coupe de Roumanie en 2012.

- Johor Darul Ta'zim
  - Championnat de Malaisie en 2014, 2015, 2016, 2017 et 2018.
  - Supercoupe de Malaisie en 2015, 2016 et 2018.
  - Coupe de la Fédération de Malaisie en 2016.
  - Coupe de Malaisie en 2017.
  - Coupe de l'AFC en 2015.